# Sunset Boulevard (comédie musicale)
Pour les articles homonymes, voir Sunset Boulevard (homonymie).
Sunset Boulevard est une comédie musicale britannique d'Andrew Lloyd Webber, livret et lyrics de Don Black et Christopher Hampton créée le 12 juillet 1993 à l'Adelphi Theatre de Londres et inspirée du film-homonyme de Billy Wilder, sorti en 1950.
L'intrigue tourne autour de Norma Desmond, une star disparue du cinéma muet, qui vit dans le passé dans son manoir délabré de Sunset Boulevard à Los Angeles. Lorsque le jeune scénariste Joe Gillis croise par hasard son chemin, elle voit en lui l'occasion de faire son retour sur grand écran, avec romance et tragédie à la clé.

## Productions

### Production originale de Londres (1993)
La production originale West End a été mise en scène par Trevor Nunn, chorégraphiée par Bob Avian, avec des costumes d'Anthony Powell. Elle a débuté le 12 juillet 1993 à l'Adelphi Theatre de Londres. Les rôles principaux étaient interprétés par Patti LuPone, Kevin Anderson (en), Meredith Braun et Daniel Benzali.
Entre 1995 et 2000, Petula Clark a également joué le rôle de Norma Desmond à l'Adelphi Theatre de Londres. 

### Production de Broadway (1994)
La première américaine eut lieu au Minskoff Theatre de Broadway le 17 novembre 1994 avec Glenn Close, Alan Campbell et George Hearn. Elaine Paige a joué le rôle de Norma Desmond au Minskoff Theatre de Broadway aussi.

### Revival de Londres (2008)
Un revival de la comédie musicale fut monté durant l'été 2008 au Watermill Theatre de Newbury. Cette production minimaliste programmée pour huit semaines de représentations était mise en scène et chorégraphiée par Craig Revel Horwood avec dans le casting Kathryn Evans et Ben Goddard. Un transfert de la production a eu lieu dans le West End à partir du 4 décembre 2008, avant une ouverture officielle le 15 décembre au Harold Pinter Theatre. La production a reçu des critiques élogieuses et a été prolongée jusqu'en septembre 2009. Le spectacle fermera finalement ses portes le 30 mai 2009.

### Revival de Londres (2016)
Fin 2015, un revival de Sunset Boulevard fut annoncé avec la reprise du rôle de Norma Desmond par Glenn Close au Coliseum de Londres du 1er avril au 7 mai 2017.

### Reprise à Broadway (2017)
Après des représentations à guichets fermé à Londres, en 2016, Sunset Boulevard fut de nouveau programmé à New York, au sein du Palace Theatre pour 16 semaines exceptionnelles du 2 février au 25 juin. Dans une mise en scène minimaliste signée Lonny Price, 40 musiciens composent l'orchestre qui accompagne les acteurs. Une fois de plus, les critiques sont des plus élogieuses.

### Première mondiale en Français au Festival Bruxellons! à Bruxelles (2018)
La première mondiale en Français eut lieu le 12 juillet 2018 au Festival Bruxellons! à Bruxelles dans une mise en scène de Jack Cooper et de Simon Paco avec Anne Mie Gils dans le rôle de Norma Desmond, Gaétan Borg dans celui de Joe Gillis, Franck Vincent pour Max et Oonagh Jacobs pour Betty.

### Reprise à Londres (2023)
Une reprise de la comédie musicale a débuté au Savoy Theatre de Londres en septembre 2023 pour une durée limitée de 16 semaines. Avec Nicole Scherzinger dans le rôle de Norma, la pièce a été réimaginée dans une mise en scène moderne et minimaliste mise en scène par Jamie Lloyd et produite par Lloyd Webber Harrison Musicals. Les autres membres de la distribution étaient Tom Francis, David Thaxton et Grace Hodgett Young (qui faisait ses débuts professionnels) dans les rôles respectifs de Joe, Max et Betty. Rachel Tucker a joué le rôle de Norma le 12 octobre 2023 et a joué le lundi soir à partir du 16 octobre. Les changements apportés à la partition comprenaient la suppression de deux chansons et des réécritures substantielles des paroles. « Let's Have Lunch » est devenu « Let's Do Lunch » et la « Exit Music » a été incorporée de manière plus substantielle dans le spectacle. La reprise a reçu onze nominations aux Laurence Olivier Awards 2024 et en a remporté sept, le plus grand nombre pour une production de la saison, notamment celui de la meilleure reprise de comédie musicale, de la meilleure actrice et du meilleur acteur dans une comédie musicale pour Scherzinger et Francis, et du meilleur réalisateur pour Lloyd. Un album de distribution, enregistré en direct au Savoy Theatre, Sunset Blvd : The Album, est sorti le 25 octobre 2024.

### Reprise à Broadway (2024)
La reprise du West End de 2023 a été transférée à Broadway au St. James Theatre, avec des avant-premières commençant le 28 septembre 2024 et une soirée d'ouverture le 20 octobre. Scherzinger reprend son rôle de Norma, avec ses co-stars du West End Tom Francis dans le rôle de Joe, David Thaxton dans le rôle de Max et Grace Hodgett Young dans le rôle de Betty. Dans une séquence de six minutes au début du deuxième acte, Joe traverse les coulisses du théâtre, sort sur West 44th Street et commence à chanter "Sunset Boulevard". Pendant qu'il chante, il continue dans la rue et à travers Shubert Alley, rejoint par la compagnie peu de temps avant de retourner au théâtre à la fin de la chanson. Un écran LCD de 7,6 m à l'intérieur du théâtre montre la séquence. Mandy Gonzalez joue Norma Desmond lors de certaines représentations une fois par semaine à partir du 22 octobre,. La reprise de Broadway en 2024 devrait se terminer le 13 juillet 2025.

## Nominations et récompenses

### Production originale de Londres
| Année | Récompense             | Catégorie                 | Nommés           | Résultat   |
| ----- | ---------------------- | ------------------------- | ---------------- | ---------- |
| 1994  | Laurence Olivier Award | Best New Musical          | Best New Musical | Nomination |
| 1994  | Laurence Olivier Award | Best Actress in a Musical | Patti LuPone     | Nomination |
| 1995  | Laurence Olivier Award | Best Actress in a Musical | Betty Buckley    | Nomination |

### Production originale de Broadway
| Année | Récompense       | Catégorie                                          | Nommés                                                | Résultat   |
| ----- | ---------------- | -------------------------------------------------- | ----------------------------------------------------- | ---------- |
| 1995  | Tony Award       | Best Musical                                       | Best Musical                                          | Lauréat    |
| 1995  | Tony Award       | Best Original Score                                | Andrew Lloyd Webber, Don Black et Christopher Hampton | Lauréat    |
| 1995  | Tony Award       | Best Book of a Musical                             | Don Black et Christopher Hampton                      | Lauréat    |
| 1995  | Tony Award       | Best Performance by a Leading Actor in a Musical   | Alan Campbell                                         | Nomination |
| 1995  | Tony Award       | Best Performance by a Leading Actress in a Musical | Glenn Close                                           | Lauréat    |
| 1995  | Tony Award       | Best Performance by a Featured Actor in a Musical  | George Hearn                                          | Lauréat    |
| 1995  | Tony Award       | Best Direction of a Musical                        | Trevor Nunn                                           | Nomination |
| 1995  | Tony Award       | Best Choreography                                  | Bob Avian                                             | Nomination |
| 1995  | Tony Award       | Best Scenic Design                                 | John Napier                                           | Lauréat    |
| 1995  | Tony Award       | Best Costume Design                                | Anthony Powell                                        | Nomination |
| 1995  | Tony Award       | Best Lighting Design                               | Andrew Bridge                                         | Lauréat    |
| 1995  | Drama Desk Award | Outstanding Actress in a Musical                   | Glenn Close                                           | Lauréat    |

### Reprise à Londres (2008)
| Année | Récompense             | Catégorie                                          | Nommés        | Résultat   |
| ----- | ---------------------- | -------------------------------------------------- | ------------- | ---------- |
| 2009  | Laurence Olivier Award | Best Actress in a Musical                          | Kathryn Evans | Nomination |
| 2009  | Laurence Olivier Award | Best Performance in a Supporting Role in a Musical | Dave Willetts | Nomination |

### Reprise à Londres (2016)
| Année | Récompense                       | Catégorie                 | Nommés               | Résultat   |
| ----- | -------------------------------- | ------------------------- | -------------------- | ---------- |
| 2016  | Evening Standard Theatre Awards, | Best Musical              | Best Musical         | Nomination |
| 2016  | Evening Standard Theatre Awards, | Best Musical Performance  | Glenn Close          | Lauréat    |
| 2017  | Laurence Olivier Awards          | Best Musical Revival      | Best Musical Revival | Nomination |
| 2017  | Laurence Olivier Awards          | Best Actress in a Musical | Glenn Close          | Nomination |

### Reprise à Broadway (2017)
| Année | Récompense                  | Catégorie                                                 | Nommés                                                    | Résultat   |
| ----- | --------------------------- | --------------------------------------------------------- | --------------------------------------------------------- | ---------- |
| 2017  | Drama Desk Awards           | Best Lighting Design                                      | Mark Henderson                                            | Nomination |
| 2017  | Drama League Awards         | Outstanding Revival of a Broadway or Off-Broadway Musical | Outstanding Revival of a Broadway or Off-Broadway Musical | Nomination |
| 2017  | Outer Critics Circle Awards | Outstanding Revival of a Musical                          | Outstanding Revival of a Musical                          | Nomination |

### Reprise à Londres (2023)
| Année | Récompense                      | Catégorie                                      | Nommés                                                               | Résultat   |
| ----- | ------------------------------- | ---------------------------------------------- | -------------------------------------------------------------------- | ---------- |
| 2023  | Evening Standard Theatre Awards | Best Musical Performance                       | Nicole Scherzinger                                                   | Lauréat    |
| 2023  | Evening Standard Theatre Awards | Best Director                                  | Jamie Lloyd                                                          | Lauréat    |
| 2024  | Laurence Olivier Awards         | Best Musical Revival                           | Best Musical Revival                                                 | Lauréat    |
| 2024  | Laurence Olivier Awards         | Best Actress in a Musical                      | Nicole Scherzinger                                                   | Lauréat    |
| 2024  | Laurence Olivier Awards         | Best Actor in a Musical                        | Tom Francis                                                          | Lauréat    |
| 2024  | Laurence Olivier Awards         | Best Actress in a Supporting Role in a Musical | Grace Hodgett Young                                                  | Nomination |
| 2024  | Laurence Olivier Awards         | Best Actor in a Supporting Role in a Musical   | David Thaxton                                                        | Nomination |
| 2024  | Laurence Olivier Awards         | Best Director                                  | Jamie Lloyd                                                          | Lauréat    |
| 2024  | Laurence Olivier Awards         | Best Theatre Choreographer                     | Fabian Aloise                                                        | Nomination |
| 2024  | Laurence Olivier Awards         | Best Set Design                                | Soutra Gilmour (Set Design), Nathan Amzi & Joe Ransom (Video Design) | Nomination |
| 2024  | Laurence Olivier Awards         | Best Lighting Design                           | Jack Knowles                                                         | Lauréat    |
| 2024  | Laurence Olivier Awards         | Best Sound Design                              | Adam Fisher                                                          | Lauréat    |
| 2024  | Laurence Olivier Awards         | Outstanding Musical Contribution               | Alan Williams (Musical Supervision & Musical Direction)              | Lauréat    |

## Adaptation cinématographique
Depuis 2005, de nombreux projets d'adaptation de la comédie musicale Sunset Boulevard ont été abandonnés. D'après Andrew Lloyd Webber, Paramount, qui détient les droits du film Sunset Boulevard, ferait preuve de réticences.
Le 17 août 2017, Matt Donnelly du média The Wrap, a annoncé que Glenn Close serait en sérieux pourparlers avec la Paramount pour reprendre son rôle de Norma Desmond dans une adaptation cinématographique de la comédie musicale. Le tournage devait avoir lieu à partir de janvier 2018. En 2024, Glenn Close annonce que l'adaptation est toujours en projet et qu'elle ne compte pas y renoncer.